# Rio Ariniș (Tazlău)
O Rio Ariniş é um rio da Romênia afluente do rio Tazlăul Sărat, localizado no distrito de Bacău.